# Matplotlib
Matplotlib è una libreria per la creazione di grafici per il linguaggio di programmazione Python e la libreria matematica NumPy.
Fornisce API orientate agli oggetti che permettono di inserire grafici all'interno di applicativi usando toolkit GUI generici, come WxPython, Qt o GTK.
C'è anche una interfaccia "pylab" procedurale basata su una macchina degli stati (come OpenGL) progettata per assomigliare a quella di MATLAB.
All'inizio la libreria venne fatta principalmente da John Hunter e distribuita sotto licenza di tipo BSD.
Oggi Matplotlib 1.2 (uscita il 9 novembre 2012) supporta sia Python 2.7 che 3.2.

## Grafici ottenuti con Matplotlib